# ابراهیم واصف
ابراهیم واصف (انگلیسی: Ibrahim Wasif; ۲۴ سپتامبر ۱۹۱۲ – ۱۷ مهٔ ۱۹۷۵) وزنه‌بردار اهل مصر بود.
از افتخارات وی می‌توان به کسب مدال برنز وزن ۷۵–۸۲٫۵ در بازی‌های المپیک تابستانی ۱۹۳۶ اشاره کرد.